# Малая Тюменская детская железная дорога
Малая Тюменская детская железная дорога — детская железная дорога расположена у посёлка Боровский в 15 километрах от Тюмени, вдоль берега Андреевского озера.

## История
Разработка проекта Тюменской детской железной дороги (ДЖД) началась в 1967 году по поручению областных комитетов ВЛКСМ и КПСС. Инициатором стал вышедший на пенсию начальник Тюменского отделения Свердловской железной дороги Николай Георгиевич Глотов. В самом городе места для ДЖД не нашлось, и дорогу решили проложить на берегу Андреевского озера, в двадцати километрах от города. Правда, надо отдать должное, места были выбраны очень красивые. Строительство дороги было поручено управлению «Тюменстройпуть». 3 августа 1969 года по Тюменской ДЖД прошёл первый поезд. На торжественном открытии дороги присутствовали первый секретарь ЦК ВЛКСМ Евгений Тяжельников и лётчик-космонавт Борис Волынов.

## Подвижной состав
2 тепловоза ТУ-10 № 011 и № 029, 5 пассажирских вагонов ПВ-750 (ТУ2 № 080 и ТУ2 № 143, 2 пассажирских вагона ПВ40, эксплуатировавшихся ранее, используются в качестве музейной экспозиции).

## Путевое развитие
ДЖД имеет 2 станции: «Юность», «Приозёрная» и 2 платформы «Солнечная», «Лесная». Путевое развитие имеют только две конечные станции — Юность и Приозёрная.

## Руководство
Каргаполов Дмитрий Владимирович — начальник Тюменской ДЖД;
Стрельников Владимир Станиславович — заместитель начальника Тюменской ДЖД.